# 번역가
번역가(飜譯家), 또는 역자(譯者)는 글을 번역하는 일을 하는 사람을 뜻한다.
번역가는 외국어로 된 글을 자국어로 바꾸거나, 반대로 자국어를 외국어로 옮기는 일을 맡는다. 또한 원문의 내용에 대한 정확한 이해 능력이 필요하기 때문에 일정 수준의 언어능력이 요구된다.

## 같이 보기
- 번역

## 참고 자료
- “번역가”. 커리어넷.